# Chusaris macrorhyncha
Chusaris macrorhyncha är en fjärilsart som beskrevs av Turner. Chusaris macrorhyncha ingår i släktet Chusaris och familjen nattflyn. Inga underarter finns listade i Catalogue of Life.